# Coccophagus fallax
Coccophagus fallax är en stekelart som beskrevs av Compere 1939. Coccophagus fallax ingår i släktet Coccophagus och familjen växtlussteklar.
Artens utbredningsområde är:
- Puerto Rico.
- Uruguay.

Inga underarter finns listade i Catalogue of Life.